# Pacios (Friol)
Pacios (llamada oficialmente Santa María do Pacio) es una parroquia y un lugar español del municipio de Friol, en la provincia de Lugo, Galicia.

## Otras denominaciones
La parroquia también es conocida por el nombre de Santa María de Pacio.

## Organización territorial
La parroquia está formada por diez entidades de población, constando ocho de ellas en el nomenclátor del Instituto Nacional de Estadística español:
- As Pedreiras
- Burgo (O Burgo de Negral)
- Casanova (A Casanova)
- Grela (A Grela)
- Pacio (O Pacio)
- Paraño (O Paraño)
- Tras do Agro
- Valiña (A Valiña)
- Vilacarpide
- Vilar do Salgueiro (Vilar de Salgueiros)

## Demografía

### Parroquia
| Gráfica de evolución demográfica de Pacio (parroquia) entre 2000 y 2019 |
|                                                                         |
| Datos según el nomenclátor publicado por el INE.                        |

### Lugar
| Gráfica de evolución demográfica de Pacio (lugar) entre 2000 y 2019 |
|                                                                     |
| Datos según el nomenclátor publicado por el INE.                    |